# Anton Genast

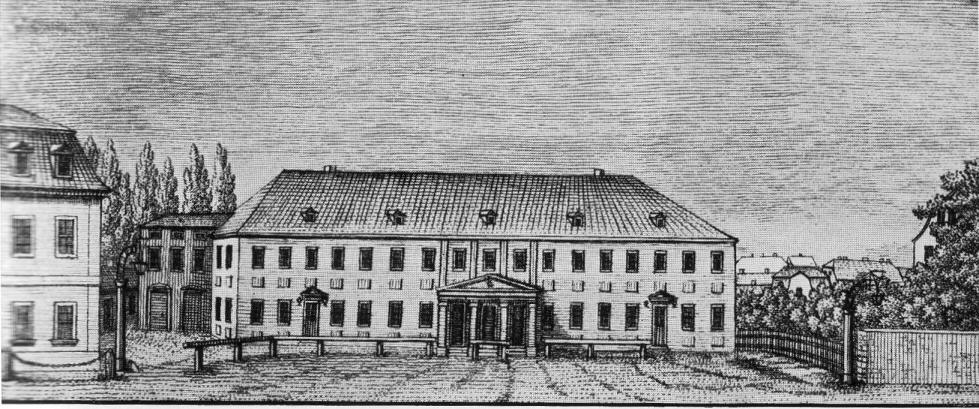
Das Weimarer Hoftheater um 1800

Anton Genast, eigentlich Anton Kynast,  (* 1763 in Trachenberg, Schlesien; † 4. März 1831 in Weimar) war ein deutscher Schauspieler und Opernsänger (Tenor).

## Leben
Anton kam 1763 als Sohn des beim Fürsten von Hatzfeld dienenden Haushofmeisters Kynast zur Welt. Unter den zahlreichen Geschwistern galt er als der Begabteste. Entgegen seinem Willen wurde er zu den Jesuiten in die Schule nach Krakau geschickt und sollte auf Wunsch seiner Eltern Priester werden.
Mit 20 Jahren kehrte er nach Trachtenberg zurück, wo es zu heftigen Auseinandersetzungen mit seinem Vater kam, weil dieser unerbittlich wollte, dass er die Stelle eines Kaplans antreten sollte. Heimlich flüchtete Anton Genast aus dem Elternhaus, um in Breslau Schauspieler zu werden. Das dortige Theater wies ihn jedoch ab und so schloss sich Genast einer in Bunzlau gastierenden Theatertruppe an, von der er eine wöchentliche Gage von einem Taler erhielt. Auf den geschriebenen Theaterzetteln erschien sein Name dort zum ersten Mal als Genast.
In den vier folgenden Jahren wechselte er mehrmals die Wanderbühnen, sang und spielte in allen möglichen Fächern, bis er durch Zufall 1786 nach Prag zu Karl Friedrich Wahr kam, der dort Direktor des deutschen Schauspiels war. Karl Friedrich Wahr, selber ein großer Schauspieler, nahm sich seiner an und unterrichtete ihn in Darstellung und Deklamation.
Am Prager Theater kam er auch mit Sängern der italienischen Oper unter der Leitung von Impresarios Domenico Guardasoni zusammen, mit denen er sich aufgrund seiner Italienischkenntnisse gut unterhalten konnte. Durch den Sänger Bassi, für den der Don Giovanni geschrieben wurde, lernte er sogar Mozart kennen.
Seine Tenorstimme veranlassten Karl Friedrich Wahr, seinen Zögling im deutschen Singspiel als Tenorbuffo einzusetzen. In diesem Fach erhielt er auch 1791 ein Engagement nach Weimar. Auf dem Weg dorthin besuchte er seine Eltern, um erfolgreich eine Versöhnung herbeizuführen.
Nach wenigen Jahren in Weimar erhielt er am Weimarer Hoftheater unter der Leitung von Johann Wolfgang von Goethe das Amt des Regisseurs, das er sich mit Heinrich Becker im Wochenwechsel teilte. Goethe und Friedrich Schiller schätzten ihn als Regisseur sehr hoch ein.

„In die Intentionen des Ersteren, dessen unbedingtes Vertrauen er besaß und sich unausgesetzt erhielt, hatte er so hineingedacht und eingelebt, daß er gewöhnlich erriet, was der Meister wollte und wünschte, noch ehe sein Mund es aussprach“

Anton Genast wirkte am Weimarer Hoftheater bis zu seiner Pensionierung am 1. April 1817, genauso lange wie Goethe. Er starb am 4. März 1831. Entgegen dem anfänglichen Willen seines Vaters trat sein Sohn Eduard Franz Genast spät, aber erfolgreich in die Schauspielerei ein.